# Neurula
Cet article court présente un sujet plus développé dans : neurulation.

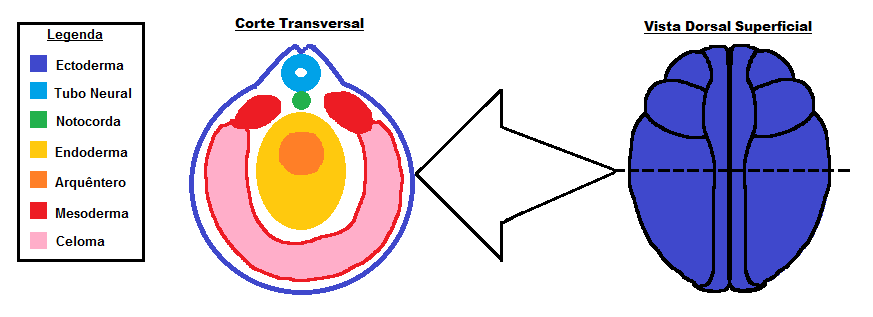
Vue de dessus et vue en coupe de la neurula des vertébrés.

Un neurula est un embryon de vertébré au stade précoce de développement où se produit la neurulation. Le stade neurula est précédé du stade gastrula; par conséquent, la neurulation est précédée d'une gastrulation. La neurulation marque le début du processus d'organogenèse.